# Villamanín
Villamanín è un comune spagnolo di 1 235 abitanti situato nella comunità autonoma di Castiglia e León.